# Calles 174 y 175 (línea Concourse)
Calles 174 y 175 es una estación en la línea Concourse del Metro de Nueva York de la división B del Brooklyn–Manhattan Transit Corporation. La estación se encuentra localizada en East Tremont, El Bronx entre Grand Concourse y las Calles 174 y 175. La estación es servida en varios horarios por los trenes del Servicio  y .